# Joos Valgaeren
Joos Valgaeren (født 3. marts 1976 i Leuven, Belgien) er en tidligere belgisk fodboldspiller (forsvarer).
Valgaeren spillede i løbet af sin karriere blandt andet i hjemlandet hos KV Mechelen og Club Brugge, i Holland hos Roda og i skotske Celtic F.C. Mest succes havde han hos Celtic, hvor han blandt andet var med til at vinde tre skotske mesterskaber og nå finalen i UEFA Cuppen i 2003.
Valgaeren spillede desuden 19 kampe for det belgiske landshold. Han var en del af det belgiske hold til EM i 2000 på hjemmebane. Her spillede han alle belgiernes tre kampe, men kunne ikke forhindre at holdet røg ud allerede efter gruppespillet.